# 선광의 윤무
《선광의 윤무》(WarTech: Senko no Ronde, 旋光の輪舞 Rev. X)는 타이토의 G 다라이어스 개발진들 일부가 독립후 설립한 슈팅게임메이커 G.rev에서 제작한 Xbox360용 탄막 대전 액션 슈팅 게임으로 일본에서 센코로(일본어: センコロ)으로 불리고 있다.`대한민국에서는 사이버프론트코리아(CFK)가 2010년 6월 17일에 발매 예정이던 것을 "그리스 전의 숭리로 아르헨티나 전에 대한 기대와 관심이 그 어느 때보다 높은 상황에서, 경기 당일인 6월 17일에는 정상적인 발매가 어렵다"고 판단한 판매사가 출시일을 급히 앞당겨 2010년 6월 15일 발매하였다.
선광의 윤무는 대전격투 게임의 특징을 슈팅게임에 결합 한 '대전형 슈팅'이라는 독특한 장르로 플레이어 간의 직접 타격을 통해 적을 파괴하거나 생명력을 0으로 만드는 PvP 방식을 가지고 있으며 게임에는 백창포라는 한국인 여성 캐릭터가 등장한다.